# Campeonato Goiano de Futebol de 1976
O Campeonato Goiano de Futebol de 1976 foi a 33º edição da divisão principal do futebol goiano. Foi realizado e organizado pela Federação Goiana de Desportos e disputado por 12 clubes entre os dias 1 de fevereiro e 15 de agosto. O campeão foi o Goiás que conquistou seu 5º título na história da competição. O Goiânia foi o vice-campeão.

## Regulamento
Na primeira fase, os times jogam entre si em turno único. O primeiro colocado torna-se o campeão do 1º turno do Campeonato Goiano de 1976.
Na segunda fase, os times jogam entre si em turno único. O primeiro colocado torna-se o campeão do 2º turno do Campeonato Goiano de 1976.
Os vencedores de cada turno, mais o melhor colocado geral que não foi campeão dos turnos, disputam entre si um triangular final.

## Participantes
| Equipe       | Cidade       | Em 1975 | Participação | Títulos             |
| ------------ | ------------ | ------- | ------------ | ------------------- |
| Anapolina    | Anápolis     | 9º      | -            | 0 (não possui)      |
| Anápolis     | Anápolis     | 7º      | -            | 1 (1965)            |
| Atlético     | Goiânia      | 4º      | 33ª          | 7 (último em 1970)  |
| Goiânia      | Goiânia      | 2º      | 33ª          | 14 (último em 1974) |
| Goiás        | Goiânia      | 1º      | 33ª          | 4 (último em 1975)  |
| Goiatuba     | Goiatuba     | 6º      | -            | 0 (não possui)      |
| Inhumas      | Inhumas      | 10º     | -            | 0 (não possui)      |
| Itumbiara    | Itumbiara    | 3º      | -            | 0 (não possui)      |
| Jataiense    | Jataí        | -       | -            | 0 (não possui)      |
| Rio Verde    | Rio Verde    | 11º     | -            | 0 (não possui)      |
| Santa Helena | Santa Helena | 8º      | -            | 0 (não possui)      |
| Vila Nova    | Goiânia      | 5º      | -            | 5 (último em 1973)  |

## Primeira fase (1º Turno)

### Classificação
| Pos | Equipe              | PG | J  | V | E | D  | GP | GS | SG  |
| --- | ------------------- | -- | -- | - | - | -- | -- | -- | --- |
| 1   | Goiânia             | 19 | 11 | 8 | 3 | 0  | 22 | 7  | +15 |
| 2   | Atlético Goianiense | 18 | 11 | 8 | 2 | 1  | 25 | 6  | +19 |
| 3   | Itumbiara           | 17 | 11 | 7 | 3 | 1  | 14 | 7  | +7  |
| 4   | Vila Nova           | 15 | 11 | 5 | 5 | 1  | 18 | 7  | +11 |
| 5   | Goiás               | 14 | 11 | 5 | 4 | 2  | 21 | 11 | +10 |
| 6   | Goiatuba            | 10 | 10 | 3 | 4 | 3  | 13 | 17 | -4  |
| 7   | Rio Verde           | 9  | 11 | 2 | 5 | 4  | 8  | 14 | –6  |
| 8   | Anápolis            | 9  | 11 | 1 | 7 | 3  | 10 | 14 | –4  |
| 9   | Santa Helena        | 6  | 9  | 2 | 2 | 5  | 5  | 11 | –6  |
| 10  | Anapolina           | 5  | 11 | 1 | 3 | 6  | 17 | 29 | –11 |
| 11  | Inhumas             | 5  | 10 | 1 | 3 | 6  | 5  | 16 | –11 |
| 12  | Jataiense           | 1  | 11 | 0 | 1 | 10 | 4  | 24 | –20 |

| 1º Turno de 1976 |
| Goiânia          |
| ---------------- |
| Goiânia Campeão  |

## Segunda fase (2º Turno)

### Classificação
| Pos | Equipe                 | PG | J  | V | E | D | GP | GS | SG  |
| --- | ---------------------- | -- | -- | - | - | - | -- | -- | --- |
| 1   | Goiás                  | 19 | 11 | 9 | 1 | 1 | 24 | 4  | +20 |
| 2   | Itumbiara              | 16 | 11 | 6 | 4 | 1 | 15 | 2  | +13 |
| 3   | Atlético Goianiense[a] | 16 | 11 | 5 | 4 | 2 | 16 | 5  | +11 |
| 4   | Vila Nova              | 15 | 11 | 7 | 1 | 3 | 27 | 9  | +18 |
| 5   | Goiânia                | 13 | 11 | 5 | 3 | 3 | 16 | 10 | +6  |
| 6   | Rio Verde              | 12 | 11 | 6 | 2 | 3 | 11 | 7  | +4  |
| 7   | Jataiense              | 10 | 11 | 3 | 4 | 4 | 5  | 12 | –7  |
| 8   | Goiatuba               | 10 | 11 | 3 | 4 | 4 | 13 | 23 | –10 |
| 9   | Anápolis               | 7  | 11 | 2 | 3 | 6 | 5  | 14 | -9  |
| 10  | Santa Helena           | 7  | 11 | 1 | 5 | 5 | 8  | 17 | -9  |
| 11  | Anapolina              | 4  | 11 | 2 | 0 | 9 | 7  | 25 | -18 |
| 11  | Inhumas                | 3  | 11 | 0 | 0 | 3 | 5  | 24 | -19 |

OBS': A. ^  O Atlético ganhou os pontos da partida em que perdeu para o Rio Verde.
| 2º Turno de 1976 |
| Goiânia          |
| ---------------- |
| Goiás Campeão    |

## Fase final

### Triangular final
| Equipes             | Pts | J | V | E | D | GP | GC | SG |
| ------------------- | --- | - | - | - | - | -- | -- | -- |
| Goiás               | 4   | 2 | 2 | 0 | 0 | 2  | 0  | +2 |
| Goiânia             | 2   | 2 | 1 | 0 | 1 | 2  | 2  | 0  |
| Atlético Goianiense | 0   | 2 | 0 | 0 | 2 | 1  | 3  | -2 |

### Partidas
Primeiro jogo
| 8 de agosto de 1976 | Atlético Goianiense | 0 - 1  | Goiás     | Serra Dourada, Goiânia                                        |
|                     |                     | Súmula | 54' Píter | Público: 14,134 Renda: Cr$ 188.940,00 Árbitro: RJ Cid Marival |

| Atlético Goianiense | Goiás |

Segundo jogo
| 11 de agosto de 1976 | Goiânia        | 2 - 1  | Atlético Goianiense | Serra Dourada, Goiânia                                             |
|                      | Palmi 10', 25' | Súmula | 3' Aguinaldo        | Público: 6,285 Renda: Cr$ 84.420,00 Árbitro: GO Benedito Gonçalves |

| Goiânia | Atlético Goianiense |

Terceiro Jogo
| 16 de agosto de 1976 | Goiás      | 1 - 0  | Goiânia | Serra Dourada, Goiânia                                              |
|                      | Lucinho 4' | Súmula |         | Público: 20,202 Renda: Cr$ 271.650,00 Árbitro: RJ José Mário Vinhas |

| Goiás | Goiânia |

## Premiação
| Campeonato Goiano de 1976 |
| Goiânia                   |
| ------------------------- |
| Goiás Campeão (5º título) |

## Classificação geral
| Pos | Equipe              | PG | J  | V  | E  | D  | GP | GS | SG  |
| --- | ------------------- | -- | -- | -- | -- | -- | -- | -- | --- |
| 1   | Goiás               | 37 | 24 | 16 | 5  | 3  | 47 | 15 | +32 |
| 2   | Goiânia             | 34 | 24 | 14 | 6  | 4  | 40 | 19 | +21 |
| 3   | Atlético Goianiense | 34 | 24 | 13 | 6  | 4  | 42 | 14 | +28 |
| 4   | Itumbiara           | 33 | 22 | 13 | 7  | 2  | 29 | 9  | +20 |
| 5   | Vila Nova           | 30 | 22 | 12 | 6  | 4  | 45 | 16 | +29 |
| 6   | Rio Verde           | 21 | 22 | 8  | 7  | 7  | 19 | 21 | -2  |
| 7   | Goiatuba            | 20 | 21 | 6  | 8  | 7  | 26 | 40 | -14 |
| 8   | Anápolis            | 16 | 22 | 3  | 10 | 9  | 15 | 28 | -13 |
| 9   | Santa Helena        | 13 | 20 | 3  | 7  | 10 | 13 | 28 | -15 |
| 10  | Jataiense           | 11 | 22 | 3  | 5  | 14 | 9  | 36 | -27 |
| 11  | Anapolina           | 9  | 22 | 3  | 3  | 16 | 13 | 42 | -29 |
| 12  | Inhumas             | 8  | 21 | 1  | 6  | 14 | 10 | 40 | -30 |

## Artilharia
| Pos. | Jogador       | Equipe       | Gols |
| ---- | ------------- | ------------ | ---- |
| 1    | Lincoln       | Goiás        | 15   |
| 1    | Nivaldo       | Vila Nova    | 15   |
| 3    | Bill          | Goiânia      | 12   |
| 3    | Píter         | Goiás        | 12   |
| 3    | Fantato       | Itumbiara    | 12   |
| 6    | Éber          | Goiânia      | 11   |
| 7    | Delci         | Santa Helena | 10   |
| 8    | Toninho       | Goiatuba     | 9    |
| 9    | Lucinho       | Goiás        | 8    |
| 10   | Marco Antônio | Goiânia      | 7    |